# ISO/IEC 27042
La norma ISO/IEC 27042, perteneciente a la familia de estándares ISO/IEC 27000, publicada en 2015, proporciona un marco para las directrices y posterior interpretación de las evidencias electrónicas. Determina la manera en que un perito debe afrontar el análisis y posterior interpretación de una evidencia de tipo diginal en un determinado problema.
Esta norma unifica una serie de buenas prácticas acerca de la selección, diseño e implementación de procesos para manipular las evidencias.
Puede ocurrir que para un mismo problema haya diversas maneras de abordarlo haciendo uso de los mismos recursos y responsables. Será trabajo de ese equipo de investigadores justificar por qué eligen un método y no otro, y de qué manera el elegido se asemeja a la alternativa.

## Evidencia digital
Una evidencia digital es de gran importancia en un proceso jurídico puesto que, por naturaleza, es obvia y clara. No permite la refutación por parte de nadie. Tiene carácter imparcial, lo que implica que no se posiciona a favor de una parte implicada. Se limita a mostrar qué paso y de qué manera pasó. En ocasiones, podría hasta implicar a algún responsable.

## Relación entre la evidencia y el método
Una característica del proceso es que el hecho de utilizar un método concreto puede determinar la interpretación que se hace de la evidencia digital procesada.
De la misma manera, ocurre al revés. La evidencia procesada puede influir en la decisión de qué método usar. Es decisión del equipo investigador la selección más adecuada haciendo uso de la norma ISO/IEC 27042.